# بيندكت مارتن
بيندكت مارتن (17 يوليو 1987 بكوتشينغ في ماليزيا - ) هو لاعب كرة قدم ماليزي في مركز الوسط. لعب مع Perak F.C. ‏ وSarawak FA State Football Team ‏.

## وصلات خارجية
- بيندكت مارتن على موقع Soccerway.com (الإنجليزية)